# Bug (Münchberg)
Bug ist ein Gemeindeteil der Stadt Münchberg im Landkreis Hof (Oberfranken, Bayern). Bug liegt in der Gemarkung Meierhof bei Münchberg.

## Geografie
Der Weiler besteht aus drei Siedlungen. Haus Nr. 25 liegt an einer Anliegerstraße, die nach Wüstensaal (0,4 km nördlich) bzw. nach Meierhof führt (0,6 km südlich). Die übrigen vier Anwesen befindet sich etwa 400 Meter östlich bei einer Gneisgrube.

## Geschichte
Von 1797 bis 1810 unterstand Bug dem Justiz- und Kammeramt Münchberg. Infolge des Ersten Gemeindeedikts wurde Bug dem 1812 gebildeten Steuerdistrikt Meierhof und der zugleich entstandenen die Ruralgemeinde Meierhof zugewiesen. Im Zuge der Gebietsreform in Bayern wurde Bug am 1. Mai 1978 nach Münchberg eingemeindet.

### Ehemaliges Baudenkmal
- Haus Nr. 28: Massiver, verputzter Wohnstallbau mit Frackdach, Giebel verschalt. Der Sturz der Stalltür bezeichnet „IA AO 1767“.[6]

### Einwohnerentwicklung
| Jahr      | 1812  | 1819  | 1861  | 1871   | 1885   | 1900   | 1925   | 1950   | 1961   | 1970   | 1987   |
| Einwohner | *     | *     | 29    | 28     | 27     | 22     | 16     | 33     | 19     | 15     | *      |
| Häuser    | *     |       |       |        | 4      | 5      | 5      | 4      | 5      |        | *      |
| Quelle    | [ 4 ] | [ 8 ] | [ 9 ] | [ 10 ] | [ 11 ] | [ 12 ] | [ 13 ] | [ 14 ] | [ 15 ] | [ 16 ] | [ 17 ] |

## Religion
Bug ist bis heute nach St. Peter und Paul (Münchberg) gepfarrt und evangelisch-lutherisch geprägt.